# Cadulus campylus
Cadulus campylus är en blötdjursart som beskrevs av James Cosmo Melvill 1906. Cadulus campylus ingår i släktet Cadulus och familjen Gadilidae.
Artens utbredningsområde är Indiska oceanen. Inga underarter finns listade i Catalogue of Life.